# Dig Dug
Dig Dug (ディグダグ?, Digu Dagu) è un videogioco arcade edito dalla Namco nel 1982 e importato in Occidente dalla Atari. Titolo di successo, venne convertito per numerose console e home computer ed emulato per piattaforme più moderne. Il suo primo (e unico) seguito è Dig Dug II.
Lo scopo del gioco è scavare cunicoli nel terreno e sconfiggere tutti gli avversari, gonfiandoli con una pompa fino a farli esplodere oppure facendogli cadere addosso le rocce.
Il protagonista di Dig Dug (che prende il suo nome dal verbo inglese dig, scavare) è Taizo Hori, da Horitai zo (掘りたいぞ?) che significa "voglio scavare". Il suo nome viene rivelato solamente in Mr. Driller, in cui viene svelato che è stato sposato con Toby Masuyo detta "Kissy", protagonista del videogioco Baraduke.

## Modalità di gioco
L'arena di gioco è sotterranea e vista di profilo; inizialmente è riempita di terra, tranne pochi cunicoli e una piccola striscia in alto che rappresenta la superficie.
Il giocatore controlla un omino munito di una specie di trivella, in grado di muoversi nelle quattro direzioni e scavare cunicoli nella terra. Per farlo è sufficiente muovere il joystick come se si camminasse, e si va quasi alla stessa velocità con cui si cammina nelle aree libere. La gravità non ha effetto, l'omino non può cadere e cammina normalmente anche verso l'alto e verso il basso.
In Dig Dug esistono due tipi di nemici, che da un livello all'altro aumentano in numero e leggermente in velocità: Pooka, un mostro rosso e tondeggiante, con grandi occhiali gialli, e Fygar, un piccolo drago in grado di sputare ogni tanto delle fiammate, ma solo in orizzontale.
A parte le fiammate i due nemici sono del tutto equivalenti. All'inizio di ogni livello si trovano dentro piccoli cunicoli isolati, possono camminare nelle aree scavate e inseguono sempre l'omino. Se non trovano una via, dopo un po' possono diventare "incorporei" e attraversare lentamente la terra. Per uccidere il protagonista lo devono toccare, oppure il Fygar può usare le fiammate. L'ultimo mostro di ogni livello però smette l'inseguimento e cerca di fuggire dall'angolo in alto a sinistra dell'arena, se ci riesce il livello è comunque superato. Ad ogni nuovo livello si riparte con nuova terra, e in superficie appaiono dei fiori decorativi, tanti quant'è il numero del livello.
L'omino ha come arma una specie di pompa per biciclette, il cui tubo può essere lanciato a breve distanza come un arpione; se aggancia Fygar oppure Pooka, questo rimane bloccato e può cominciare a gonfiarlo. Ad ogni pressione del pulsante, il protagonista fa un movimento dello stantuffo e il mostro si gonfia sempre di più, fino a scoppiare come un palloncino. Se si smette di gonfiare prima, il mostro ritorna lentamente alla normalità ma rimane immobile e innocuo finché non si è sgonfiato del tutto.
Sparse qua e là ci sono anche alcune rocce sotterrate: sono l'unica cosa che risente della gravità, e se l'omino scava la terra immediatamente sotto una roccia, questa barcolla un po' per poi cadere. La roccia cadendo travolge tutto ciò che incontra, è quindi un metodo alternativo (e più redditizio in termini di punti) per uccidere i mostri, ma uccide anche l'omino stesso se non si allontana in fretta. Raggiunta di nuovo la terra solida, la roccia si sbriciola e sparisce, quindi può essere "usata" una sola volta. Dopo la caduta delle prime due rocce di ogni livello, appare un bonus da raccogliere al centro dello schermo, in genere un frutto o ortaggio (a volte la navicella di Galaxian), di valore sempre più alto.

## Accoglienza
Dig Dug fu un successo sia nel nativo Giappone, sia all'estero dove l'Atari vendette migliaia di cabinati. Le conversioni domestiche uscirono per innumerevoli sistemi. Secondo la rivista Videogiochi il successo dell'arcade si deve soprattutto alla sua originalità combinata con la sua semplicità, ai simpatici personaggi, alla buona grafica che riempie tutto lo schermo (all'epoca erano comuni sfondi neri o monocromatici).
Secondo Retro Gamer gran parte delle conversioni furono buone, specialmente quelle per Atari 2600 (in rapporto alle sue ridotte capacità), Famicom e Commodore 64; quella per il potente Sharp X68000, arrivata molto tardi (1995) in raccolta con Dig Dug II, fu la prima arcade perfect. Tra le conversioni meno riuscite ci furono invece quelle per Atari 8-bit, Apple II e IBM compatibili.
Sebbene i seguiti del gioco non siano mai stati molto notevoli, Dig Dug ha continuato a essere riproposto e a fare apparizioni ed è considerato un classico.

## Seguiti
Dig Dug viene spesso riproposto nelle raccolte di classici o in versioni rimodernate. Il sistema di cunicoli e di rocce che cadono venne in parte imitato anche dal celebre Boulder Dash, Mr. Do!, Digger e altri giochi simili. Del gioco esistono numerosi cloni, tra cui Zig Zag. 
La Namco produsse il seguito Dig Dug II, un gioco con gli stessi tre personaggi, ma diverso concettualmente, che ebbe molto meno successo. Nel 2001 uscì Dig Dug Deeper per PC, una versione 3D di scarso successo. Nel 2005 uscì il ben più complesso Dig Dug: Digging Strike per Nintendo DS, di medio successo.
Rifacimenti del primo Dig Dug, arricchiti di nuove funzionalità, sono apparsi nelle raccolte Namco Classic Collection Vol. 2 (1996, come Dig Dug Arrangement) e Namco Museum Battle Collection (2005). Il gioco è presente anche in Namco Museum 50th Anniversary. Nella raccolta Namco Museum Battle Collection sono presenti tra i vari giochi anche Dig Dug, Dig Dug I e una versione rimasterizzata di Dig Dug Arrangement, ovvero del remake del 1996 di Dig Dug.

## Camei
Pooka appare spesso in altri videogiochi della Namco, come personaggio o come cameo, specialmente nella serie di Pac-Man World, mentre Fygar è apparso solo in Pac-Man World Rally. Nel videogioco Namco X Capcom Taizo è un personaggio giocabile mentre Pooka è un nemico.